# Ernst Hilzheimer
Ernst Alfred Max Hilzheimer (* 8. April 1901 in Stralsund; † 9. April 1986 in Rostock) war ein Politiker und Mitbegründer der Liberal-Demokratischen Partei Deutschlands (LDPD) in Rostock.

## Leben und Werk
Ernst Hilzheimer war der Sohn des studierten Landwirts und Gärtners Ernst Hilzheimer und dessen Ehefrau Ida, geborene Reppin. Sein Vater betrieb in der Stralsunder Ossenreyerstraße Nr. 41 eine Handelsgärtnerei mit Samenhandel. 1920 beendete Hilzheimer die Oberrealschule in Stralsund mit dem Abitur und begann ein Chemiestudium an der Universität Greifswald. Dort wurde er 1920 Mitglied der Greifswalder Burschenschaft Rugia. Er wechselte 1923 an die Friedrich-Wilhelms-Universität zu Berlin. Um in den wirtschaftlich schwierigen Inflationsjahren sein Studium finanzieren zu können, war Hilzheimer gezwungen, durch Nachtdienste in einer Bank sowie als Werkstudent im chemischen Laboratorium der AEG Geld zu verdienen. Im Februar 1928 beendete er sein Studium mit dem Diplom-Chemiker und im Mai 1928 wurde er mit der Dissertation Über komplexe Verbindungen des dreiwertigen Vanadiums an der Universität Berlin zum Dr. phil. promoviert. Im Juli desselben Jahres nahm er eine Tätigkeit als Mitarbeiter der Bergakademie Clausthal auf. 1929 arbeitete er als Industriemechaniker in den Consolidierten Alkaliwerken in Westeregeln, wo ihm 1930 gekündigt wurde. Danach ließ er sich zum Drogisten umschulen und zog 1932 wieder nach Berlin. Dort trat er zum 1. Mai 1932 der NSDAP bei (Mitgliedsnummer 1.102.881). 1933 wurde er zum Führer der Gas- und Luftschutzabteilung in Stralsund. Im November 1933 arbeitete Hilzheimer als wissenschaftlicher Mitarbeiter in der chemischen Abteilung des Physiologischen Instituts der Universität Göttingen. 1934 wurde er wegen seiner jüdischen Herkunft ("Mischling 1. Grades") entlassen.
Ende 1934 erwarb er mit Unterstützung von Freunden die Lauremberg-Drogerie in Rostock. 1943 wurde sie von den Behörden geschlossen und Hilzheimer in der Organisation Todt dienstverpflichtet. Er war dort in der Einsatzgruppe Kyffhäuser tätig. 1944 wurde Hilzheimer aus politischen Gründen verhaftet und in verschiedenen Arbeitserziehungslagern inhaftiert (Wolmirsleben, Neu-Staßfurt, Rothenförde bei Staßfurt).
Nach seiner Befreiung im April 1945 kehrte Hilzheimer nach Rostock zurück und übernahm die kommissarische Leitung der Mecklenburgischen Margarinefabrik A. Hoyer und war auch in der Entnazifizierungskommission in Rostock tätig. Im selben Jahr gehörte er zu den Gründungsmitgliedern des Ortsvereins der Liberal-Demokratischen Partei Deutschlands (LDPD). In der LDPD nahm er in der Folge verschiedene Ämter wahr, so das des Kreisvorsitzenden und später das des Landesvorsitzenden. Er wurde 1947 zum Stadtrat für Finanzen gewählt.
Hilzheimer war Mitglied des Nationalrats der Nationalen Front und Mitglied des Komitees der antifaschistischen Widerstandskämpfer.
Ernst Hilzheimer war neben seinen Parteiämtern in mehreren Wirtschaftsgremien aktiv. Er war Landtagsabgeordneter und zeitweilig Vizepräsident des Landtags Mecklenburg-Vorpommern und später Mitglied der Länderkammer der DDR. 
1952 wurde Ernst Hilzheimer Leiter eines Betriebsteils der VEB Buna-Werke in Schkopau, wo er bis zum Ruhestand 1967 tätig war. 1969 zog er wieder nach Rostock, wo er weiter für die LDPD wirkte.
Hilzheimer war ab 1946 mit Ursula, geb. Schmidt, verheiratet, mit der er zwei Kinder hatte.

## Ehrungen
Nach seinem Tod wurde am 3. April 1987 ein Abschnitt der Paulstraße in der Rostocker Steintor-Vorstadt in Ernst-Hilzheimer-Straße umbenannt. 1991, nach der friedlichen Revolution in der DDR, erhielt diese Straße wieder ihren historischen Namen. Hilzheimer war Träger mehrerer Orden der DDR, so des Vaterländischen Verdienstordens (in Gold 1971), der Johannes-R.-Becher-Medaille und der Ehrenspange zum vaterländischen Verdienstorden in Gold. Seine Leistungen für die Stadt wurden am 6. Oktober 1981 aus Anlass seines 80. Geburtstags mit der Auszeichnung als Ehrenbürger Rostocks gewürdigt.

## Darstellung Hilzheimers in der bildenden Kunst der DDR
- Ronald Paris: Rostocker Ehrenbürger Dr. Ernst Hilzheimer (1987, Öl, 111 × 80 cm)[3]